# Heterixalus punctatus
Heterixalus punctatus es una especie de anfibios de la familia Hyperoliidae.
Es endémica de Madagascar.
Su hábitat natural incluye bosques tropicales o subtropicales secos y a baja altitud, pantanos, marismas de agua dulce, corrientes intermitentes de agua dulce, tierra arable, jardines rurales, zonas previamente boscosas ahora degradadas, estanques, zonas de regadío y tierras de agricultura parcial o temporalmente inundadas.